# Verena Eberle
Verena Eberle (* 13. November 1950 in München) ist eine ehemalige deutsche Schwimmerin.
Sie feierte zahlreiche Erfolge im Schwimmsport auf nationaler Ebene. Ihren größten Erfolg erlangte Verena Eberle bei den Olympischen Sommerspielen 1972 in ihrem Geburtsort München.

## Werdegang

### Schwimmkarriere
Erst 1961, also mit 11 Jahren, begann Eberle mit dem Schwimmtraining. Bereits 1964 gewann sie über 200 Meter Brust den Bayerischen Meistertitel. Ihre ersten internationalen Wettkämpfe fanden unter anderem in Oslo, Preßburg, Stockholm, Paris und Budapest statt.
Auf nationaler Ebene folgte der Durchbruch im Jahr 1968, als sie sich durch einen zweiten Platz bei den Deutschen Meisterschaften die Teilnahme an den Olympischen Sommerspielen in Mexiko-Stadt sicherte. Die ungewohnte Höhenluft am Veranstaltungsort könnte ein Grund für das frühe Scheitern in den Vorläufen über 100 und 200 Meter Brust sein.
Im Olympiajahr 1972 wurde sie Deutsche Meisterin über 200 Meter Brust, womit sie sich für die Sommerspiele in München qualifizierte. Dort gewann sie mit der 4-mal-100-Meter-Lagenstaffel die Bronzemedaille, hinter der DDR und den USA. Eberle sorgte als einzige gesetzte Staffelschwimmerin im Vorlauf dafür, dass sich die Lagenstaffel knapp, nur eine Zehntelsekunde, vor den Australierinnen den 8. Rang sicherten und so das olympische Finale erreichten. Im Einzelbewerb über 100 Meter Brust belegte sie im Finale den 6. Platz. Über 200 Meter Brust kam sie über den Vorlauf nicht hinaus.
Nach den Olympischen Spielen von München beendete Verena Eberle mit noch nicht 22 Jahren ihre aktive Schwimmkarriere.
Für ihre sportlichen Leistunge wurde sie am 11. September 1972 mit dem Silbernen Lorbeerblatt ausgezeichnet.

### Privater Werdegang
1970 beendete sie das Gymnasium mit der allgemeinen Hochschulreife. Beruflich machte sie eine Ausbildung zur Krankengymnastin und Physiotherapeutin. Seit 1977 ist Verena Eberle mit Wolfried Hawe verheiratet. Zusammen haben sie 4 Kinder, die sich ebenfalls dem Schwimmsport widmeten bzw. immer noch aktiv trainieren.
Seit 1984 ist Verena Hawe als ehrenamtliche Trainerin beim Schwimmverein SG Oberland tätig.